# Pregabalin
Pregabalin ist ein Arzneistoff aus der Gruppe der Gabapentinoide und gehört als Wirkstoff zu den Antikonvulsiva. Zugelassen ist es in den USA und EU-weit seit 2004 zur Behandlung neuropathischer Schmerzen, der Epilepsie sowie der generalisierten Angststörung. Das Medikament wurde von Richard Bruce Silverman entwickelt.  Der bekannteste Handelsname ist Lyrica, das Originalpräparat, welches von der Firma Pfizer hergestellt wird. Seit dem 1. Dezember 2014 sind in Deutschland Generika verfügbar.

Pregabalin ist ein Derivat der γ-Aminobuttersäure (GABA, von englisch: gamma-Aminobutyric acid). Es kann auch als strukturverwandt mit L-Leucin aufgefasst werden. Beide strukturellen Ähnlichkeiten werden im Zusammenhang mit seiner pharmakologischen Wirkung diskutiert.  Das Pregabalinmolekül ist ein Zwitterion mit einem isoelektrischen Punkt bei einem pH-Wert von 7,4:
Pregabalin war 2009 noch auf Platz 12 der umsatzstärksten patentgeschützten Arzneimittel in Deutschland, mit einem Umsatz von ca. 220 Millionen Euro. 2018 wurde es 3,9 Millionen Mal in Deutschland verordnet. Mit 16. Juli 2017 lief das letzte Indikationspatent für Lyrica (Pregabalin, Pfizer) aus. Die Nettokosten zu Lasten der gesetzlichen Krankenversicherungen sanken daraufhin auf ca. 76,5 Millionen Euro bei ca. 1,95 Millionen Verordnungen bzw. 50,4 Millionen Tagesdosen (Stand 2022).

## Eigenschaften
In wässrigen Medien ist es bei pH-Werten unterhalb von 3,7 leicht löslich.

## Synthese
Bei der enantioselektiven Synthese von Pregabalin wird zunächst ausgehend von Isobutyraldehyd und Acrylnitril mehrstufig das Salz aus dem tert-Butylammonium-Kation und dem Anion 3-Cyano-5-methyl-3-hexenoat hergestellt, dessen C=C-Doppelbindung dann einer enantioselektiven Hydrierung unterworfen wird und (S)-3-Cyano-5-methylhexansäure liefert. Die Reduktion der Nitrilgruppe liefert dann Pregabalin.
Es gibt auch alternative Synthesen, bei denen eine Racematspaltung der Schlüsselschritt ist.

## Pharmakologie
Der Wirkmechanismus von Pregabalin unterscheidet sich von demjenigen der γ-Aminobuttersäure (GABA), denn Pregabalin wirkt nicht an den GABA-Rezeptoren, sondern die GABA-ähnliche Wirkung wird über andere Mechanismen hervorgerufen.
Pregabalin bindet im zentralen Nervensystem (ZNS) an die Alpha-2-delta-Untereinheit von spannungsabhängigen Calcium-Kanälen vom P/Q-Typ. Das Einströmen von Calcium in die Nervenendigung wird gedrosselt, so dass eine gesteigerte Freisetzung der Neurotransmitter Glutaminsäure, Noradrenalin und Substanz P normalisiert wird. Dieser Wirkansatz als Calciumkanalblocker verbindet die so unterschiedlichen Anwendungsgebiete neuropathischer Schmerz, generalisierte Angststörung und Epilepsie.
Pregabalin wird rasch resorbiert und hat eine geschätzte Bioverfügbarkeit von über 90 Prozent. Es wird so gut wie nicht metabolisiert und unverändert über die Nieren ausgeschieden. Die Plasmahalbwertszeit beträgt 6,3 Stunden.

## Medizinische Verwendung

### Anwendungsgebiete
Pregabalin wird bei erwachsenen Menschen als Zusatztherapie bei partiellen epileptischen Anfällen (mit und ohne sekundäre Generalisierung), bei peripheren und zentralen neuropathischen Schmerzen (beispielsweise Diabetes mellitus, Gürtelrose, Fibromyalgie oder Rückenmarksverletzungen) und generalisierter Angststörung eingesetzt. Die Einstellung der Dosierung erfolgt individuell. Pregabalin wurde auch im Rahmen von chirurgischen Operationen zur Behandlung akuter Schmerzen eingesetzt.
Pregabalin ist in der Lage, Entzugssymptome bei Opiatabhängigkeit zu reduzieren.
Einige Studien haben gezeigt, dass Pregabalin ebenfalls erfolgreich (als Off-Label-Therapie) bei der Behandlung der sozialen Phobie eingesetzt werden kann.

### Klinische Wirksamkeit und Sicherheit

#### Neuropathische Schmerzen
Die Wirksamkeit konnte in Studien bei diabetischer Neuropathie, postherpetischer Neuralgie und nach Rückenmarkverletzung gezeigt werden.
In anderen Modellen zum neuropathischen Schmerz wurde die Wirksamkeit nicht untersucht. Pregabalin wurde in 10 kontrollierten klinischen Studien untersucht, bei zweimal täglicher Gabe bis zu 13 Wochen und bei dreimal täglicher Gabe bis zu 8 Wochen. Insgesamt waren die Sicherheits- und Wirksamkeitsprofile bei zweimaliger und bei dreimaliger Gabe ähnlich. In klinischen Studien über bis zu 12 Wochen wurde sowohl bei peripheren als auch zentralen neuropathischen Schmerzen eine Schmerzverringerung innerhalb der 1. Woche festgestellt und blieb während der gesamten Behandlungsperiode erhalten.
In kontrollierten klinischen Studien bei peripheren neuropathischen Schmerzen kam es bei 35 % der mit Pregabalin behandelten Patienten und bei 18 % der Patienten unter Placebo zu einer 50%igen Verbesserung des Schmerzscores. Unter den Patienten, bei denen es nicht zu Schläfrigkeit kam, kam es bei 33 % der mit Pregabalin behandelten Patienten zu einer derartigen Verbesserung und bei 18 % der Patienten unter Placebo. Bei den Patienten, bei denen es zu Schläfrigkeit kam, betrugen die Responder-Raten unter Pregabalin 48 % und 16 % unter Placebo.
In der kontrollierten klinischen Studie bei zentralen neuropathischen Schmerzen kam es bei 22 % der mit Pregabalin behandelten Patienten und bei 7 % der Patienten unter Placebo zu einer 50%igen Verbesserung des Schmerzscores.

#### Zusatztherapie bei Epilepsie
Pregabalin wurde in drei kontrollierten klinischen Studien sowohl bei zweimal täglicher als auch bei dreimal täglicher Gabe über jeweils 12 Wochen untersucht. Insgesamt war das Verträglichkeits- und Wirksamkeitsprofil bei zweimal und bei dreimal täglicher Gabe ähnlich. Eine Reduktion der Anfallshäufigkeit wurde innerhalb der ersten Woche beobachtet.
Die Wirksamkeit und Sicherheit von Pregabalin als Zusatztherapie von Epilepsie wurden bei pädiatrischen Patienten unter 12 Jahren und Jugendlichen nicht nachgewiesen.
Die Nebenwirkungen, die in einer Studie zur Pharmakokinetik und Verträglichkeit unter Beteiligung von Patienten ab einem Alter von 3 Monaten bis 16 Jahren (n = 65) beobachtet wurden, waren jenen, die bei Erwachsenen beobachtet wurden, ähnlich. Die Ergebnisse einer einjährigen unverblindeten Sicherheitsstudie unter Beteiligung von 54 pädiatrischen Epilepsiepatienten ab einem Alter von 3 Monaten bis 16 Jahren zeigen, dass die Nebenwirkungen Fieber und Infektionen der oberen Atemwege häufiger als in Studien bei Erwachsenen beobachtet wurden.
Monotherapie (neu diagnostizierte Patienten): In einer kontrollierten klinischen Studie über 56 Wochen wurde Pregabalin bei zweimal täglicher Gabe untersucht. Bezogen auf den Endpunkt einer sechsmonatigen Anfallsfreiheit zeigte Pregabalin im Vergleich zu Lamotrigin keine Nichtunterlegenheit. Pregabalin und Lamotrigin waren gleichermaßen sicher und gut verträglich.

#### Generalisierte Angststörungen
Pregabalin wurde in 6 kontrollierten Studien über einen Zeitraum von 4 bis 6 Wochen sowie in einer 8-wöchigen Studie mit älteren Patienten und in einer Langzeitstudie zur Rückfallprävention mit einer doppelblinden Rückfallpräventionsphase von 6 Monaten untersucht. Eine Besserung der Symptome von generalisierten Angststörungen gemäß der Hamilton-Angst-Skala (HAM-A) wurde innerhalb der 1. Woche beobachtet. In kontrollierten klinischen Studien über 4 bis 8 Wochen zeigten 52 % der mit Pregabalin behandelten Patienten und 38 % der Patienten unter Placebo eine im Vergleich zu den Ausgangswerten mindestens 50%ige Verbesserung des HAM-A-Gesamt-Scores.

### Nebenwirkungen und Anwendungsbeschränkungen
Zu den häufigsten Nebenwirkungen zählen Schwindel, Müdigkeit, Benommenheit, nachlassende Aufmerksamkeit, Trunkenheitsgefühl, insbesondere zu Beginn der Behandlung. Des Weiteren kann es zu verschwommenem Sehen, Doppeltsehen, Gleichgewichtsstörungen, Erektionsstörungen, Ödemen, Übelkeit und Erbrechen kommen. Eine Gewichtszunahme ist häufig. Gelegentliche Nebenwirkungen sind Muskelzucken, Muskelkrämpfe, Herzrhythmusstörungen, Kraftlosigkeit und Stürze. Selten auftretende Nebenwirkungen sind Schluckbeschwerden, hoher Blutzucker, Muskelschäden, Nierenversagen, Brustschmerzen und Veränderungen der Sicht (Tiefenwahrnehmung, Lichtblitze, optische Helligkeit). Weitere Nebenwirkungen, die nach Markteinführung berichtet wurden und deren Häufigkeit nicht bestimmt werden kann, sind Herzmuskelschwäche (Herzinsuffizienz), Änderung der Aufnahme von elektrischen Veränderungen (EKG) des Herzens, die mit Herzrhythmusstörungen zusammenhängen, Flüssigkeit in der Lunge, Verlust des Bewusstseins, Krampfanfälle sowie Überempfindlichkeits- und allergische Reaktionen.
Nach Absetzen einer Pregabalin-Therapie wurden bei einigen Patienten zum Teil schwere Entzugssymptome festgestellt. Pregabalin sollte deshalb nicht plötzlich abgesetzt, sondern ausschleichend dosiert werden, da es sonst auch zu einer Häufung epileptischer Anfälle kommen kann. Benommenheit und Schläfrigkeit können vor allem bei älteren Patienten zu Stürzen führen.
Der Wirkstoff Pregabalin kann die Wirkung von ZNS-dämpfenden Substanzen wie Lorazepam und Alkohol verstärken, bis hin zu Atemschwäche (respiratorischer Insuffizienz) und Koma. Er verstärkt vermutlich auch kognitive und grobmotorische Beeinträchtigungen nach Einnahme von Oxycodon.
Eine gleichzeitige Verwendung von Pregabalin und oralen hormonellen Kontrazeptiva („Antibabypille“) ist möglich.
Bei Niereninsuffizienz muss die Dosierung reduziert werden.

### Abhängigkeitspotenzial
Es bestehen Hinweise auf ein Abhängigkeitspotenzial von Pregabalin, entsprechende Berichte gibt es aus Deutschland und Schweden. Die Fachinformationen wurden um den Hinweis erweitert: „Fälle von nicht bestimmungsgemäßem Gebrauch, Missbrauch und Abhängigkeit wurden berichtet. Bei Patienten mit Drogenmissbrauch in der Vorgeschichte ist Vorsicht geboten und der Patient sollte hinsichtlich Symptomen eines nicht bestimmungsgemäßen Gebrauchs, des Missbrauchs oder der Abhängigkeit von Pregabalin (…) überwacht werden.“
Seit 2014 wird vermehrt über den Missbrauch und den illegalen Handel von Pregabalin in Deutschland in den Medien berichtet. Einige Studien gehen davon aus, dass bis zu 68 % der Opioidabhängigen Pregabalin missbräuchlich einnehmen, zur Linderung von Opioid-Entzugssymptomen, zur Wirkungsverstärkung anderer Drogen und wegen der psychotropen Wirkung. In Schweden wurde Pregabalin bei 28 % der tödlichen Vergiftungen unter Drogenabhängigen gefunden.  Nach Erhebungen des Chefarztes der Stationären Dienste der Luzerner Psychiatrie, Jochen Mutschler, wird in Schweizer Gefängnissen, Asylzentren und Drogen-Hotspots das Medikament immer häufiger missbräuchlich eingenommen. Im Rahmen einer von ihm durchgeführten Untersuchung bei beruflich damit befassten Ärzten ermittelte er, dass über 80 Prozent der befragten Gefängnis- und Gerichtsmediziner bei ihren Patienten einen gesteigerten Anstieg Pregabalin-Konsum verzeichneten. Eine überdurchschnittliche Häufung zeigte sich bei Personen aus den Maghreb-Staaten. Mutschler führt dies darauf zurück, dass Pregabalin dort rezeptfrei zu erhalten ist. Von 3.400 untersuchten Todesfällen im Vereinigten Königreich zwischen 2004 und 2020, bei denen Pregabalin und Gabapentin gefunden wurden, fand eine Studie bei über 90 % der Fälle eine Wechselwirkung mit Opioiden.

### Anwendung bei Kindern und Jugendlichen
Es liegen keine Untersuchungen zur Anwendung bei Kindern und Jugendlichen unter 18 Jahren vor. Es kann deswegen nicht empfohlen werden, dass diese Personengruppen Pregabalin anwenden.

### Anwendung bei Schwangeren und in der Stillzeit
Es gibt wenig kontrollierte klinische Studien zur Anwendung von Pregabalin bei schwangeren Frauen. Tierversuche lassen jedoch vermuten, dass möglicherweise Gefahren für den Fötus bestehen könnten. Pregabalin sollte deshalb in der Schwangerschaft nur angewendet werden, wenn es unbedingt notwendig ist. Nach Angabe des Herstellers Pfizer ist die Anwendung bei Schwangerschaft ausgeschlossen, es wird explizit darauf hingewiesen, dass gebärfähige Frauen eine „wirksame Verhütungsmethode“ anwenden müssen. Eine Studie, die zwischen 2004 und 2013 in sieben Ländern durchgeführt wurde, ergab, das die Gabe von Pregabalin mit einem relevant erhöhten Missbildungsrisiko von 6,4 % vor allem für große Geburtsfehler verantwortlich war. Die Kontrollgruppe ohne Pregabalin lag bei 1,9 %.

### Auswirkungen auf die Fahrtüchtigkeit
Durch die Einnahme von Pregabalin kann es zu Benommenheit und Schläfrigkeit kommen. Deshalb wird Patienten davon abgeraten, Auto zu fahren, komplexe Maschinen zu bedienen oder andere potenziell gefährliche Tätigkeiten auszuführen, solange nicht bekannt ist, ob die Fähigkeit zur Ausübung solcher Tätigkeiten beeinträchtigt wird.

### Todesfälle  in Großbritannien
Laut im März 2024 veröffentlichten Recherchen der Sunday Times kam es seit 2018 zu knapp 3.400 Todesfällen nach Verschreibung des Medikaments, davon allein 780 in 2022. Es wäre damit die am schnellsten steigende Zahl an Todesopfern im Zusammenhang mit Medikamenten in Großbritannien. Eine im April 2022 veröffentlichte britische Studie stellte im Zeitraum von 2004 bis 2020 in England 2322 Todesfälle im Zusammenhang mit Pregabalin fest, wobei in über 90 % dieser Fälle auch Opioide im Blut der Verstorbenen festgestellt und als (mit-)ursächlich für den Tod angesehen wurden. Nur in einem der Fälle wurde Pregabalin allein und dabei in hoher Dosierung als Todesursache festgestellt. Insgesamt wurden die Todesfälle überwiegend auf Opioide oder auf Wechselwirkungen zwischen Pregabalin und Opioiden zurückgeführt. Vor dem Hintergrund der medialen Berichterstattung zu diesen Todesfällen hat die Arzneimittelkommission der deutschen Ärzteschaft (AkdÄ) auf das Risiko der Entwicklung einer Abhängigkeit gegenüber Pregabalin oder Gabapentin sowie auf die gebotene Vorsicht bei gleichzeitiger Anwendung von Opioiden hingewiesen. Stand 2024 verschrieben Ärzte Pregabalin an rund 8,6 Millionen Patienten in Großbritannien.

## Tiermedizinische Verwendung
Unter dem Namen Bonqat ist Pregabalin in der EU zugelassen zur Linderung akuter Angstzustände und Ängsten im Zusammenhang mit Transporten und Tierarztbesuchen bei Katzen. Es ist verschreibungspflichtig.

## Handelsmarken
Die bekannteste Handelsmarke ist Lyrica, das Originalpräparat, welches von Pfizer hergestellt wird. Weitere Handelsmarken sind die Generika Algecia, Pregabador, Pregabalin AbZ, Pregabalin Hennig, Pregabalin-neuraxpharm, Pregabalin Pfizer, Pregabalin-ratiopharm, Pregabin und PregaTab.